# Іскужино (Абзеліловський район)
Іску́жино (рос. Искужино, башк. Исҡужа) — присілок у складі Абзеліловського району Башкортостану, Росія. Входить до складу Равіловської сільської ради.
Населення — 145 осіб (2010; 128 в 2002).
Національний склад:
- башкири — 99%